# John Beaufort, 1. hertug af Somerset
John Beaufort, 1. hertug af Somerset KG (25. marts 1404 – 27. maj 1444) var en engelsk adelsmand og hærfører under Hundredårskrigen.

## Baggrund
Han blev født den 25. marts 1404 og var den anden søn af John Beaufort, 1. jarl af Somerset (1371-1410), den ældste blandt de fire legitimerede børn af Johan af Gent, 1. hertug af Lancaster, og hans elskerinde Katherine Swynford. Johan of Gent var den tredje overlevende søn af kong Edvard 3. Hans hustru var Margaret Holland (1385-1439), en datter af Thomas Holland, 2. jarl af Kent, søn af Johanne "den Smukke Jomfru" af Kent", et barnebarn af kong Edvard 1. og hustru til Edvard, den sorte prins (ældste bror til Johan of Gent) og mor til kong Richard 2.

## Karriere
I 1418 blev han den 3. jarl af Somerset efter at have efterfulgt sin ældre bror Henry Beaufort, 2. jarl af Somerset (1401-1418), der døde ugift, næsten 17 år gammel, kæmpende for Huset Lancasters sag under belejringen af Rouen i Frankrig under ledelse af deres onkel Thomas Beaufort, hertug af Exeter (1377-1426).

### Fransk felttog og fængsel
Han deltog i 1419 sin fætter kong Henrik 5. franske felttog. I 1421 fulgte han sin stedfar Thomas af Lancaster, hertug af Clarence (kongens yngre bror) på et felttog i Anjou, Frankrig. Thomas blev dræbt i Slaget ved Baugé (22. marts 1421), mens Somerset og hans yngre bror blev taget til fange og holdt i fangenskab i 17 år. Den 25. marts 1425 blev Somerset myndig, men hans faders godser kom til at blive forvaltet af hans mor i de næste tretten år af hans fangetid. Han forblev fængslet indtil 1438 og efter at være blevet købt fri, blev han en af de førende engelske hærførere i Frankrig.

## Ophøjelse til hertug af Somerset
I 1443 blev John ophøjet til hertug af Somerset og jarl af Kendal, slået til ridder Hosebåndsordenen og udnævnt til kaptajn-general i Guyenne. Han ledte en periode, hvor England mistede meget territorium i Frankrig og viste sig at være en svag hærfører. Humphrey af Lancaster, 1. hertug af Gloucester, regent for den unge kong Henrik 6., var ude af stand til at kontrollere lov- og økonomiadministrationen af, hvilket førte til udbredt lovløshed. I begyndelsen af Richard, hertug af York, anden periode som rigsforstander afviste Gloucester embedet som stedfortræder-guvernør, som derefter blev accepteret af Somerset, der fik en løn på 600 pund derfra.
Han blev udnævnt til Admiral of the Sea til hærlederen John Talbot, 1. jarl af Shrewsbury, der fra august 1440 belejrede Harfleur, som havde været i franske hænder i fem måneder. Kong Karl 7. af Frankrig sendte en stor hær under Richemont. Englænderne gravede en dobbelt grøftvold med kun 1.000 mand, mens Somersets eskadre forhindrede en fransk landsætning fra havet ved at dets bueskytter enkeltvis nedskød fjenden på kort afstand. Efter på denne måde at havet fået sine planer forpurret trak franskmændene sig tilbage til Paris og ophævede belejringen. Byen overgav sig til englænderne og blev genbesat. York blev oprørt over, at høre Johns onkel kardinal Henry Beaufort rådede kongen til at søge om fred. Somerset rådede kong Henrik om, at fred var menneskekærlighed, og at kongen af Frankrig var fast besluttet på at indtage Pontoise. Da York ankom til Normandiet i 1441 på felttog, havde Somerset sagt op. Men Pontoises fald til Karl, hertug af Orléans, i september 1441 svækkede de engelske garnisoner, og i Gascogne var situationen endnu værre. Beaufort-familien sendte Sir Edward Hull af sted, og han ankom til Bordeaux den 22. oktober 1442 for at informere York om, at en enorm hær ville ankomme under Somersets ledelse. York blev beordret til at befæste Rouen. Lige da kongen og Frankrigs dauphin truede Bordeaux og Aquitanien og erobrede byen Dax lod Somerset ham i stikken. York blev holdt tilbage, mens Guyenne var ved at gå tabt.
I mellemtiden var hertugen af York, der kæmpede sammen med strategen Lord Talbot, blevet udnævnt til kongens stedfortræder i hele Frankrig. Med hertugen af Gloucesters kone Eleanor anklaget for forræderi benyttede Somerset lejligheden i april 1443 til at erklære sig konges stedfortræder i Aquitanien og generalkaptajn i Guyenne. På det tidspunkt var de forhandlinger, som Somerset havde begyndt som generalkaptajn i Calais, mislykkedes. Disse to faktorer vendte York mod Beaufort-familien. Men det, der fik bægeret til flyde over, var betalingen af 25.000 £ til Somerset, mens York forblev i dyb gæld. Desuden blev der brugt dyrebare ressourcer i Guyenne, der ellers var bestemt til Normandiet.

## Død & begravelse
I august 1443 førte Somerset 7.000 mand til Cherbourg og marcherede sydpå til Gascogne. Hertugen var syg. Han buste ind i Guerche, en bretonsk by, som England havde underskrevet en fredsaftale med. Men Somerset løslod alle fanger og accepterede penge fra hertugen af Bretagne. Efter at have marcherende formålsløst gennem Maine vendte han samme vinter tilbage til England. Hans død i 1444, muligvis selvmord, og hans onkels, kardinal Henry Beaufort, markerede enden på Beaufort-familiens indflydelse og efterlod døren åben for William de la Pole, 1. hertug af Suffolk, til at dominere styret. Den varige virkning af disse begivenheder var brændende had mellem Huset York og de resterende medlemmer af Beaufort-familien.

## Ægteskab & afkom
I 1439 blev han gift med Margaret Beauchamp, en datter af Sir John Beauchamp, de jure 3. baron Beauchamp (d. 1412/14) af Bletsoe i Bedfordshire, med hans anden hustru Edith Stourton, en datter af Sir John Stourton af Stourton, Wiltshire. Med sin hustru fik han kun én datter og enearving:
- Lady Margaret Beaufort (1443-1509), som blev gift med Edmund Tudor, 1. jarl af Richmond (1430-1456), som hun fødte den senere kong Henrik 7., den første af Huset Tudor.

## Arv
Da han døde uden mandlig afkom, overgik hans titler til hans yngre bror Edmund Beaufort, 2. hertug af Somerset (1406-1455).

### Illegitimt afkom
Hans uægte afkom omfattede:
- Tacine af Somerset, der som født uden for rigets grænser blev gjort til engelsk statsborger den 20. juni 1443. Hun giftede sig med Reynold (eller Reginald) Gray, 7. Lord Grey af Wilton (inden den 29. september 1447), som hun fødte én søn:
  - John Gray, 8. Lord Gray af Wilton;
- Johan af Somerset (c.1444-1453)

## Titler
- 1. hertug af Somerset (28. august 1443 - 27. maj 1444)[9]
- 1. jarl af Kendal (28. august 1443 - 27. maj 1444)[9]
- 3. jarl af Somerset (25. november 1418 - 27. maj 1444)[10]

## Yderligere læsning
- Griffiths, Ralph Alan (1981). The Reign of King Henry VI. London: Ernest Benn Limited. ISBN 978-0-52004-372-5.
- Harriss, Gerald Leslie (1988). Cardinal Beaufort: A Study of Lancastrian Ascendancy and Decline. Oxford: Clarendon Press. ISBN 978-0-19820-135-9.
- Jones, Michael K. (1981). "John Beaufort, Duke of Somerset, and the French Expedition of 1443".  I Griffiths, Ralph Alan (red.). Patronage, the Crown and the Provinces in Later Medieval England. Stroud: Sutton Publishing. s. 79-102. ISBN 978-0-39102-096-2.
- Jones, Michael K. (1982). The Beaufort family and the war in France, 1421–1450 (PDF) (PhD). University of Bristol. OCLC 71194555.